# Pando (Uruguay)
Pando is een stad in Uruguay gelegen in het departement Canelones, 24 km ten oosten van Montevideo. De stad telt 24.004 inwoners (2004) en werd gesticht op 5 augustus 1780.

## Geboren
- Pablo Gabriel García (1977), voetballer
- Abel Hernández (1990), voetballer